# Cataenococcus mazoensis
Cataenococcus mazoensis är en insektsart som först beskrevs av Hall 1937.  Cataenococcus mazoensis ingår i släktet Cataenococcus och familjen ullsköldlöss.
Artens utbredningsområde är Zimbabwe. Inga underarter finns listade i Catalogue of Life.